# إغناثيو دي أروابارينا
إغناثيو دي أروابارينا (بالإسبانية: Ignacio De Arruabarrena) هو لاعب كرة قدم أوروغواياني في مركز حراسة المرمى، ولد في 16 يناير 1997 في مونتيفيديو في الأوروغواي. لعب مع مونتيفيديو واندررز والوحدة السعودي.

## وصلات خارجية
- إغناثيو دي أروابارينا على موقع الاتحاد الأوربي (الإنجليزية)
- إغناثيو دي أروابارينا على موقع قاعدة بيانات كرة القدم.إي يو (الإنجليزية)
- إغناثيو دي أروابارينا على موقع Soccerway.com (الإنجليزية)
- إغناثيو دي أروابارينا على موقع AS.com (الإسبانية)